# آینو پرویک
آینو پرویک (استونیایی: Aino Pervik؛ زادهٔ ۲۲ آوریل ۱۹۳۲) نویسنده کودکان و مترجم اهل استونی است. او به‌عنوان یکی از «شجاع‌ترین نویسندگان کودکان» در استونی معاصر به حساب می‌آید، زیرا به موضوعاتی همچون «مهاجرت، درگیری‌های فرهنگی، فساد و از دست دادن هویت فرهنگی» می‌پردازد.
پرویک تحصیلات خود را در سال‌های ۱۹۴۶ تا ۱۹۵۰ در تالین انجام داد و در سال ۱۹۵۵ از دانشگاه تارتو با مدرک لغت‌شناسی فینو-اوگری فارغ‌التحصیل شد. پرویک از سال ۱۹۵۵ در تالین زندگی می‌کند. او در انتشارات دولتی استونی به‌عنوان ویراستار ادبیات کودکان و نوجوانان و در تلویزیون استونی به‌عنوان سردبیر برنامه‌هایی برای همین گروه سنی کار کرده‌است. وی همچنین مترجم آثار مجارستانی نیز می‌باشد.

## زندگی شخصی
پرویک در سال ۱۹۶۱ با نویسنده انو راد ازدواج کرد؛ فرزندان آنها رین راد، محقق و نویسنده، میکل راد، موسیقیدان و نویسنده و پیرت راد، نویسنده و تصویرگر کودکان هستند. همسرش در سال ۱۹۹۶ درگذشت.

## درگذشت
پرویک در ۱۲ اوت ۲۰۲۵، در سن ۹۳ سالگی درگذشت.